# Mount Wexler
Mount Wexler ist ein 4025 m hoher,  markanter und eisfreier Berg in der antarktischen Ross Dependency. Er ragt rund 5 km südwestlich des Mount Waterman in der Hughes Range auf. 
Entdeckt wurde er durch den US-amerikanischen Polarforscher Richard Evelyn Byrd während eines Erkundungfluges am 18. November 1929 im Rahmen seiner ersten Antarktisexpedition (1928–1930). Erkundet wurde das Gebiet durch den Geophysiker Albert P. Crary  (1911–1987) von 1957 bis 1958, der den Berg nach dem Meteorologen Harry Wexler (1911–1962) benannte, dem leitenden Wissenschaftler im Rahmen des US-Forschungsprogramms zum Internationalen Geophysikalischen Jahr 1957–1958. 